# Osso-mangani-leakeite
L'osso-mangani-leakeite (simbolo IMA: Omlk) è un minerale molto raro del supergruppo dell'anfibolo, all'interno del quale viene collocato nel "gruppo degli anfiboli con W(OH,F,Cl)-dominante" e da lì al sottogruppo degli anfiboli di sodio dove occupa un posto nel "gruppo contenente la radice leakeite nel nome"; essendo un anfibolo, appartiene agli inosilicati e pertanto alla famiglia minerale dei "silicati", e possiede composizione chimica NaNa2(Mn3+4Li)Si8O22O2.

## Etimologia e storia
L'osso-mangani-leakeite deve il suo nome alla propria composizione chimica, mentre la radice leakeite è in onore del geologo scozzese Bernard Elgey Leake dell'Università di Glasgow.
Il campione tipo (olotipo) del minerale è depositato presso il Canadian Museum of Nature di Ottawa con il numero di catalogo CMNMC 86895.

## Classificazione
Essendo stata approvata dall'Associazione Mineralogica Internazionale (IMA) nel 2015, l'osso-mangani-leakeite non compare nella classica nona edizione della sistematica dei minerali di Strunz, che è stata aggiornata dall'IMA fino al 2009.
Il minerale è presente nell'edizione successiva, proseguita dal database "mindat.org" e chiamata Classificazione Strunz-mindat, nella quale l'osso-mangani-leakeite è elencata nella classe "9. Silicati (germanati)" e da lì nella sottoclasse "9.D Inosilicati"; questa viene suddivisa più finemente in base alla struttura cristallina del minerale, in modo tale da trovare l'osso-mangani-leakeite nella sezione "9.DE Inosilicati con catene doppie di periodo 2, Si4O11; clinoanfiboli" dove forma il sistema nº 9.DE.25.
Anche nella Sistematica dei lapis (Lapis-Systematik) di Stefan Weiß l'osso-mangani-leakeite è elencata nella classe dei "silicati" e nella sottoclasse degli "inosilicati"; qui il minerale si trova nella sezione di quelli che hanno struttura "[Si4O11] a due bande 6-; gruppo degli anfiboli; anfiboli alcalini" dove forma il sistema nº VIII/F.08.

## Abito cristallino
L'osso-mangani-leakeite cristallizza nel sistema monoclino nel gruppo spaziale C2/m (gruppo nº 12) con i parametri reticolari a = 9,875(5) Å, b = 17,873(9) Å, c = 5,295(2) Å e β = 104,74(3)°, oltre ad avere 2 unità di formula per cella unitaria.

## Origine e giacitura
L'osso-mangani-leakeite è stata trovata in porzioni ossidate in un giacimento di manganese, molto probabilmente si tratta di un giacimento esalativo sottomarino metamorfosato (facies a scisti verdi da medio-superiore a medio). La paragenesi è con albite, barite, braunite, carbonati di calcio e bario, egirina, K-feldspato, namansilite, norrishite, pectolite-sérandite ricca di manganese, quarzo e sugilite contenente manganese.
L'osso-mangani-leakeite è molto rara ed è stata trovata solo nella sua località tipo, la miniera di "Hoskins" (33.89583°S 148.12278°E) nella contea di Forbes (Nuovo Galles del Sud, Australia).

## Forma in cui si presenta in natura
L'osso-mangani-leakeite forma cristalli prismatici di opacità trasparente, con lucentezza vitrea e di colore è rosso-arancione.

## Proprietà ottiche
L'osso-mangani-leakeite mostra un visibile pleocroismo con colori che variano dal rosso-marrone lungo {\displaystyle x} al rosso-arancione lungo {\displaystyle y} e {\displaystyle z}.